# 生体分子凝縮体
生体分子凝縮体（せいたいぶんしぎょうしゅうたい、英: Biomolecular condensate）は、非膜結合型のオルガネラおよびオルガネラサブドメインの分類である。他のオルガネラと同様に、生体分子凝縮体は細胞のある専門分野に特化したサブユニットである。多くのオルガネラとは異なり、生体分子凝縮体の組成は結合する膜によって制御されない。代わりに、生体分子凝縮体は、タンパク質およびその他の生体高分子のコロイドエマルションまたはゲル-ゾルへの相分離によって形成される。これは、これらの高分子の物理化学的性質によって決定される。コロイド的挙動は細胞質ゾル内の様々な生体高分子のクラスター化、オリゴマー化、またはポリマー化によって生成され、液-液、液-ゲル、または液-固相分離のいずれかを駆動する。生体分子凝縮体は自己凝集の一種であり、高分子クラウディング（こみあい）によって強く増強される。
生細胞のコンパートメント化（区画化）のための組織化原理としての生体分子凝縮体の概念は19世紀に遡る。これは、ウィリアム・ベイト・ハーディとエドマンド・ビーチャー・ウィルソンが細胞質（当時は「原形質」と呼ばれた）をコロイドとして説明したことに始まる。より最近に、相分離（phase separation）という用語が細胞質と核ののコロイド的分離を説明するために高分子物理学およびコロイド化学から借用された。新しく造られた「生体分子凝縮体」という用語はコロイド的相分離を受けている生体高分子を選択的に指し示す（合成高分子は含まれない）。これは、気-液相転移と続く分離のコロイド型である凝縮と類似している。
物理学では、"condensation"（凝縮）は典型的には気-液相転移を指すのに対して、生物学では "condensation" という用語はかなり広い意味で使われ、液-液、液-ゲル、または液-固相分離をも指し、細胞周期の前期の間のDNA凝縮または白内障におけるクリスタリンのタンパク質凝集といった液-固相転移も指す。したがって、「生体分子凝縮体」は多くの異なる種類の生体コロイドを広く説明する。

## 例
生体分子凝縮体の例は細胞質および核において、液-液または液-固相分離によるものと考えられ特徴付けられてきた。
液-液、液-ゲル、液-固相分離によって生じる細胞質内生体分子凝縮体:
- レビー小体
- ストレス顆粒（英語版）
- Pボディ（英語版）
- 生殖細胞系P顆粒（英語版）
- 脂肪滴（英語版）
- でんぷん顆粒
- グリコーゲン顆粒
- 角膜レンズ形成と白内障
- 色素顆粒または細胞質内結晶といったその他の細胞質内封入体
- アミロイド線維といったミスフォールドしたタンパク質凝集
- 膜タンパク質、または膜結合型タンパク質、神経学的なシナプスにおけるクラスタリング、細胞-細胞ジャンクション、またはその他の膜ドメイン。
- シグナル伝達におけるその他の大きな多タンパク質複合体または超分子集合体[8][9]。

細胞骨格フィラメントは、アモルファス液滴または顆粒ではなく線維状ネットワークへと整えられる違いを除いては、相分離と類似した重合過程によって形成されると主張することもできる。
コロイド的相分離には不特定多数の構成要素間のオリゴマー的またはポリマー的相互作用が関与するため、ウイルスカプシドまたはプロテアソームといった決まった数のサブユニットによるより小さなタンパク質複合体の形成とは異なっていると、一般的に考えられている。
核内生体分子凝縮体:
- 核小体
- カハール体
- パラスペックル（英語版）

ヘテロクロマチンを含むその他の核構造および凝縮した有糸分裂染色体におけるDNA凝縮は相分離と類似した機構によって起こり、そのため生体分子凝縮に分類することもできる。

## 推薦文献
- “Who's In and Who's Out-Compositional Control of Biomolecular Condensates”. Journal of Molecular Biology 430 (23):  4666–4684. (November 2018). doi:10.1016/j.jmb.2018.08.003. PMC 6204295. PMID 30099028.
- “Biomolecular condensates: organizers of cellular biochemistry”. Nature Reviews. Molecular Cell Biology 18 (5):  285–298. (May 2017). doi:10.1038/nrm.2017.7. PMID 28225081.
- “Liquid-liquid phase separation in biology”. Annual Review of Cell and Developmental Biology 30:  39–58. (2014). doi:10.1146/annurev-cellbio-100913-013325. PMID 25288112.
- “What lava lamps and vinaigrette can teach us about cell biology”. Nature 555 (7696):  300–302. (March 2018). Bibcode: 2018Natur.555..300D. doi:10.1038/d41586-018-03070-2. PMID 29542707.